# إريك كوفويد هانسن
إريك كوفويد هانسن (1897 – 5 مارس 1965) هو مبارز بالسيف دنماركي راحل، مثّل بلاده في الألعاب الأولمبية الصيفية 1932.

## روابط خارجية
إريك كوفويد هانسن على موقع أوليمبيديا (الإنجليزية)